# أول كريستنسن
أول كريستنسن (بالدنماركية: Ole Christensen)‏ هو نقابي وسياسي دانمركي، ولد في 7 مايو 1955 في الدنمارك. حزبياً، نشط في الحزب الاشتراكي الديمقراطي (الدنمارك). وقد في انتخابات البرلمان الأوروبي 2014، انتخب عضو في البرلمان الأوروبي عن دائرة الدنمارك (دائرة انتخابية للبرلمان الأوروبي) لترشحه ضمن   قائمة الحزب الاشتراكي الديمقراطي (الدنمارك)، وقد انضم خلال فترته النيابية (1 يوليو 2014 – )  للكتلة البرلمانية التحالف التقدمي للاشتراكيين والديمقراطيين وفي انتخابات البرلمان الأوروبي 2009، انتخب عضو في البرلمان الأوروبي عن دائرة الدنمارك (دائرة انتخابية للبرلمان الأوروبي) لترشحه ضمن   قائمة الحزب الاشتراكي الديمقراطي (الدنمارك)، وقد انضم خلال فترته النيابية (14 يوليو 2009 – 30 يونيو 2014)  للكتلة البرلمانية التحالف التقدمي للاشتراكيين والديمقراطيين وفي انتخابات البرلمان الأوروبي 2004، انتخب عضو في البرلمان الأوروبي عن دائرة الدنمارك (دائرة انتخابية للبرلمان الأوروبي) لترشحه ضمن   قائمة الحزب الاشتراكي الديمقراطي (الدنمارك)، وقد انضم خلال فترته النيابية (20 يوليو 2004 – 13 يوليو 2009)  للكتلة البرلمانية الكتلة الاشتراكية ‏.

## وصلات خارجية
- الموقع الرسمي